# Witebsk (stacja kolejowa)
Witebsk (biał. Віцебск; ros. Витебск) – stacja kolejowa w Witebsku, w obwodzie witebskim, na Białorusi, w Witebskim Oddziale Kolei białoruskich. 
Stacja w Witebsku została otwarta w 1866 roku, a pierwszy budynek został ukończony w 1912 roku.
Podczas II wojny światowej stary budynek dworca został całkowicie zniszczony. Nowy terminal został zbudowany w 1952 roku.
Pod koniec 2009 roku rozpoczęto przebudowę budynku stacji. Prawe skrzydło budynku zostało odnowione na pierwszym etapie.